# 아프리카의 날
아프리카의 날(Africa Day, 구 명칭: 아프리카 자유의 날, 아프리카 해방의 날)은 1963년 5월 25일 아프리카 단결 기구의 창설을 매년 기념하는 날로, 아프리카 대륙의 여러 나라는 물론 전 세계 여러 나라에서 기념하고 있다. 이 조직은 2002년 7월 9일에 아프리카 연합으로 대체되었지만, 이 축일은 계속해서 5월 25일에 기념된다.